# High Energy (The James Cotton Band)
| Recensione | Giudizio |
| ---------- | -------- |
| AllMusic   | [ 1 ]    |

High Energy è un album discografico a nome di The James Cotton Band, pubblicato dall'etichetta discografica Buddah Records nel novembre del 1975.

## Tracce

### LP
Lato A
1. Hot 'n Cold – 3:05 (Allen Toussaint)
2. Chicken Heads – 4:04 (Bobby Rush, Calvin Carter)
3. Hard Time Blues – 4:09 (Allen Toussaint)
4. I Got a Feelin' – 5:09 (James Cotton)
5. Weather Report (The Weather Man Said) – 4:59 (Isaac Bolden, Wardell Quezergue)

Lato B
1. Keep Cooking Mama – 4:53 (Bobby Charles)
2. Fannie Mae – 3:56 (Bobby Robinson, Buster Brown)
3. Caldonia – 3:46 (James Cotton)
4. Rock 'n Roll Music (Ain't Nothing New) – 5:14 (Mat Murphy)
5. James' Theme – 3:46 (Marshall Sehorn, Isaac Bolden, Wardell Quezergue)

## Formazione
The James Cotton Band
- James Cotton - voce solista, armonica
- Mat Murphy - chitarra solista
- Charles Calmese - basso
- Shavis Sheriff - sassofono
- Kenny Johnson - batteria

Musicisti aggiunti
- James C. Booker - pianoforte
- Allen Toussaint - pianoforte (brano: Hot 'n Cold)
- Wardell Quezergue - tastiere
- Steve Hughes - chitarra
- Teddy Royal - chitarra
- Clyde Kerr Jr. - tromba
- John Longo - tromba
- Alvin Thomas - sassofono tenore
- Lon Price - sassofono tenore (solo)
- Nancee Sehorn - flauto

Note aggiuntive
- Allen Toussaint e Marshall Sehorn - produttori (per la Sansu Enterprises, Inc. di New Orleans, Louisiana)
- Al Dotoli - produttore esecutivo
- Wardell Quezergue - arrangiamenti
- Registrato e remixato al Sea-Saint Recording Studio, Inc. di New Orleans, Louisiana
- Ken Laxton e Skip Godwin - ingegneri delle registrazioni
- Ken Laxton - ingegnere del remixaggio
- Mastering effettuato al Frankfort Wayne di New York
- Mike Martineau - fotografie copertina album originale
- Milton Sincoff - direzione creative packaging[3]